# Gimnastyka sportowa na Igrzyskach Azjatyckich 2018
Gimnastyka sportowa na Igrzyskach Azjatyckich 2018 – jedna z dyscyplin rozgrywana podczas igrzysk azjatyckich w Dżakarcie i Palembangu. Zawody odbyły w dniach 20 – 24 sierpnia w Jakarta International Expo w stolicy Indonezji. Do rywalizacji w czternastu konkurencjach przystąpiło 146 zawodników z 24 państw.

## Uczestnicy
W zawodach wzięło udział 146 zawodników z 24 państw.
| Reprezentacja    | Liczba zawodników |
| ---------------- | ----------------- |
| Arabia Saudyjska | 2                 |
| Chiny            | 11                |
| Chińskie Tajpej  | 10                |
| Filipiny         | 6                 |
| Hongkong         | 5                 |
| Indie            | 10                |
| Indonezja        | 10                |
| Iran             | 4                 |
| Japonia          | 12                |
| Kambodża         | 1                 |
| Katar            | 3                 |
| Kazachstan       | 9                 |
| Kirgistan        | 1                 |
| Korea Południowa | 10                |
| Korea Północna   | 10                |
| Malezja          | 8                 |
| Mongolia         | 1                 |
| Pakistan         | 1                 |
| Singapur         | 4                 |
| Sri Lanka        | 2                 |
| Syria            | 1                 |
| Tajlandia        | 9                 |
| Uzbekistan       | 7                 |
| Wietnam          | 9                 |
| 24 reprezentacji | 146               |

## Medaliści
| Konkurencja                           | Złoto                                                                    | Srebro                                                                                    | Brąz                                                                                        |           |
| Mężczyźni                             | Mężczyźni                                                                | Mężczyźni                                                                                 | Mężczyźni                                                                                   | Mężczyźni |
| ------------------------------------- | ------------------------------------------------------------------------ | ----------------------------------------------------------------------------------------- | ------------------------------------------------------------------------------------------- | --------- |
| Wielobój indywidualny                 | Lin Chaopan                                                              | Shogo Nonomura                                                                            | Xiao Ruoteng                                                                                | [ 3 ]     |
| Ćwiczenia wolne                       | Kim Han-sol                                                              | Tang Chia-hung                                                                            | Lin Chaopan                                                                                 | [ 4 ]     |
| Ćwiczenia na koniu z łękami           | Lee Chih-kai                                                             | Zou Jingyuan                                                                              | Sun Wei                                                                                     | [ 5 ]     |
| Ćwiczenia na kółkach                  | Deng Shudi                                                               | Shogo Nonomura                                                                            | Chen Chih-yu                                                                                | [ 6 ]     |
| Skoki                                 | Shek Wai Hung                                                            | Kim Han-sol                                                                               | Agus Prayoko                                                                                | [ 7 ]     |
| Ćwiczenia na poręczach                | Zou Jingyuan                                                             | Xiao Ruoteng                                                                              | Kenta Chiba                                                                                 | [ 8 ]     |
| Ćwiczenia na drążku                   | Tang Chia-hung                                                           | Sun Wei                                                                                   | Xiao Ruoteng                                                                                | [ 9 ]     |
| Zawody drużynowe                      | Chiny · Deng Shudi · Lin Chaopan · Sun Wei · Xiao Ruoteng · Zou Jingyuan | Japonia · Kenta Chiba · Tomomasa Hasegawa · Fuya Maeno · Shogo Nonomura · Kakeru Tanigawa | Korea Południowa · Kim Han-sol · Lee Hyeok-jung · Lee Jae-seong · Lee Jun-ho · Park Min-soo | [ 10 ]    |
| Kobiety                               |                                                                          |                                                                                           |                                                                                             |           |
| Wielobój indywidualny                 | Chen Yile                                                                | Luo Huan                                                                                  | Kim Su-jong                                                                                 | [ 11 ]    |
| Skoki                                 | Yeo Seo-jeong                                                            | Oksana Chusovitina                                                                        | Pyon Rye-yong                                                                               | [ 12 ]    |
| Ćwiczenia na poręczach asymetrycznych | Liu Tingting                                                             | Luo Huan                                                                                  | Jon Jang-mi                                                                                 | [ 13 ]    |
| Ćwiczenia na równoważni               | Chen Yile                                                                | Kim Su-jong                                                                               | Zhang Jin                                                                                   | [ 14 ]    |
| Ćwiczenia wolne                       | Kim Su-jong                                                              | Rifda Irfanaluthfi                                                                        | Shiho Nakaji                                                                                | [ 15 ]    |
| Zawody drużynowe                      | Chiny · Chen Yile · Liu Jinru · Liu Tingting · Luo Huan · Zhang Jin      | Korea Północna · Jon Jang-mi · Jong Un-gyong · Kim Su-jong · Kim Won-yong · Pyon Rye-yong | Japonia · Soyoka Hanawa · Shiho Nakaji · Yumika Nakamura · Yuki Uchiyama · Yurika Yumoto    | [ 16 ]    |

## Tabela medalowa
| Pozycja | Reprezentacja    | Złoto | Srebro | Brąz | Razem |
| ------- | ---------------- | ----- | ------ | ---- | ----- |
| 1.      | Chiny            | 8     | 5      | 5    | 18    |
| 2.      | Chińskie Tajpej  | 2     | 1      | 1    | 4     |
| 2.      | Korea Południowa | 2     | 1      | 1    | 4     |
| 4.      | Korea Północna   | 1     | 2      | 3    | 6     |
| 5.      | Hongkong         | 1     | 0      | 0    | 1     |
| 6.      | Japonia          | 0     | 3      | 3    | 6     |
| 7.      | Indonezja        | 0     | 1      | 1    | 2     |
| 8.      | Uzbekistan       | 0     | 1      | 0    | 1     |
| Razem   | Razem            | 14    | 14     | 14   | 42    |